# Kaska
I Kaška o Kaskei furono una popolazione paleoanatolica dell'età del bronzo nell'Anatolia pontica montana, menzionata da fonti ittite.

## Etnonimo e fonti
L'etnonimo Kaška (in tibareno Kasku) che compare nelle fonti ittite potrebbe non riflettere necessariamente la lingua o l'autoidentificazione della popolazione in questione. Ad ogni modo, l'etimologia del termine rimane incerta, poiché gli unici termini vicini sembrano essere Kašku, divinità lunare hattica venerata nel sito di Nerik, e il termine kaska, menzionato nei testi trovati a Kirkuk, in scrittura hurrita con caratteri cuneiformi accadici, apparentemente riferiti alla prima mietitura di una metà di un campo di grano, poiché la rimanente altra metà non avrebbe potuta essere rimossa essendo in possesso temporaneo di un creditore.
Le informazioni riguardo ai Kaskei sono scarse, sia per assenza di dati archeologici certi che per le poche fonti ittite che ne parlano. La principale raccolta di testi ittiti sui Kaskei è stata redatta da Einar von Schuler, ma ulteriori informazioni potrebbero provenire dai documenti provenienti dai siti di Sapinuwa e Nerik che non sono stati ancora pubblicati. Le suddette fonti restituiscono un ritratto ostile dei Kaskei, rappresentati come aggressivi razziatori, dediti alla pastorizia transumante (trascorrendo le estati sugli altipiani e svernando nelle zone collinose), allevavano maiali e filavano il lino. Un'altra attività che praticavano spesso era quella di mercenari.

## Storia
Le prime notizie riguardanti i Kaška risalgono al XV secolo a.C., poiché sono citati in iscrizioni di preghiere ittite risalenti al regno di Hattušili II, che riferiscono i loro movimenti tra le rovine della città santuario di Nerik. Arnuwanda I tentò di ammansire i Kaška pagando un tributo, mentre suo figlio Tudhaliya III scelse una politica più aggressiva, dirigendo contro di loro la propria terza campagna militare, un suo successore, invece, compose una invocazione agli dei per riconsegnare all'Impero ittita Nerik, nonché i centri di Kammama e Zalpuwa. In una delle lettere di Amarna, il faraone Amenhotep III scrisse al re Tarhuntaradu di Arzawa che la resistenza di Hattuša era stata annientata e che era interessato a reclutare i Kaška come mercenari, attività che avevano svolto anche sotto l'Impero ittita. Al fine di portare avanti la propria politica espansionistica, Tudhaliya III e Šuppiluliuma I spostarono la loro corte a Samuha, usandola come testa di ponte contro la confederazione Azzi-Hayasa. I Kaška, alleati della confederazione, intervennero contro gli Ittiti con tattiche di guerriglia, ma furono sconfitti in battaglia e i loro alleati furono integrati nell'Impero ittita. Quasi tutte le dodici tribù dei Kaska vennero unificate sotto Piyapili, ma questi non fu avversario impegnativo per Šuppiluliuma. Alcune lettere raccontano di come tra i regni di Šuppiluliuma I e Arnuwanda II l'Impero ittita fu colpito da diverse calamità, poiché le locuste divorarono le coltivazioni di cereali, una pestilenza afflisse l'Impero e, infine, i Kaška, gli Isuwa e Azzi-Hayasa si coalizzarono e riuscirono a bruciare e radere al suolo la capitale Hattuša, probabilmente occupando prima anche Sapinuwa. Muršili II, fratello e successore di Arnuwanda II, riuscì a rinquistare Hattuša, ma i Kaška continuarono a rappresentare una seria minaccia all'egemonia ittita con frequenti ribellioni, atti di brigantaggio e guerriglia. Muršili II, inoltre, sconfisse e fece prigioniero Pihhuniya di Tipiya – che aveva governato i Kaška come un re e aveva conquistato Istitina, avanzando fino a Zazzissa – stabilendo una serie di fortezze a nord del fiume Dahara. All'inizio del XIII secolo a.C., durante il regno di Muwatalli II, figlio di Muršili II, i Kaška saccheggiarono nuovamente Hattuša, così il sovrano smise di usarli come mercenari e spostò la capitale a Tarhuntassa, mentre suo fratello Hattušili III fu nominato governatore dei territori a ridosso della frontiera settentrionale. Hattušili III riferendosi a un'epoca antecedente al regno di Tudhaliya III, sostiene che i Kaška avessero esteso le proprie conquiste sino a Nenassa e Ishupitta, mentre Azzi-Hayasa sino a Samuha. Hattušili riuscì a sconfiggere i Kaška, riconquistando Nerik e riportando la capitale ad Hattuša. È probabile che i Kaška e i loro alleati Muški abbiano contribuito alla caduta dell'Impero ittita durante il collasso dell'età del bronzo, finendo per collidere con l'Impero medio-assiro, che sotto l'imperatore Tiglath-Pileser I stava cercando di espandersi verso nord, colmando il vuoto di potere lasciato dagli Ittiti. La sconfitta inflitta loro dagli Assiri è l'ultima notizia disponibile relativa ai Kaška, che da quel momento non compaiono più in nessuna fonte.

## Identificazione
L'ipotesi più accreditata è che i Kaška siano imparentati con gli Hattici, un'altra popolazione paleoanatolica. Questi ultimi erano una popolazione urbanizzata nel cui territorio si impiantarono gli Ittiti, con i quali ebbero un intenso processo di acculturazione, al contrario i Kaška rimasero confinati agli aspri e montagnosi territori del nord dell'Anatolia, in una posizione periferica rispetto ai principali centri del Vicino Oriente antico, e pertanto ebbero un processo di etnogenesi più lento e graduale. Inoltre, è possibile che il loro peculiare stile di vita ne abbia reso ancora più complicata la sconfitta da parte dell'esercito ittita, abituato a opere solo in estate anche a causa delle condizioni climatiche proibitive dell'inverno anatolico. La prova di ciò potrebbe risiedere nel fatto che durante i regni di Labarna I e di Hattušili I, i quali condussero diverse campagne nei territori poi indicati come kaskei, dei kaška non viene fatta alcuna menzione.